# Homogena Srbija
Homogena Srbija je memorandum velikosrpskog i četničkog ideologa Stevana Moljevića iz 1941. godine, kojim se zagovara stvaranje Velike Srbije i njeno etničko čišćenje od drugih naroda.

## Pozadina
Nakon izbijanja 2. svjetskog rata u Jugoslaviji (1941-1945), banjalučki odvjetnik, Stevan Moljević, u Nikšiću 30. lipnja 1941. godine objavljuje elaborat "Homogena Srbija", koji postaje programsko načelo četničkog pokreta. Iako je formalno jugoslavenski opredijeljen (službeni naziv: Jugoslovenska vojska u otadžbini), četnički pokret je imao za cilj stvaranje Velike Srbije u Velikoj Jugoslaviji.

## Sadržaj
U svome spisu, dr. Moljević piše:
Osnovna greška u našem državnom uređenju bila je što 1918. g. nisu bile udarene granice Srbije. Ta se greška mora ispraviti, danas ili nikad. Te se granice danas moraju udariti, i one moraju da uhvate celo etničko područje na kome Srbi žive sa slobodnim izlazima na more za sve srpske oblasti koje su na domak mora. (Homogena Srbija, Stevan Moljević, 1941.)
Koncept „Homogene Srbije“ je zagovarao „Veliku Jugoslaviju“ i u njoj „Veliku Srbiju“.
U kontekstu ratnih događanja II. svjetskog rata, Moljević piše: "Osnovna greška u našem državnom uređenju bila je što 1918.
g. nisu bile udarene granice Srbije. Ta se greška mora ispraviti, danas ili nikad. Te se granice danas moraju udariti, i one moraju da uhvate celo etničko područje na kome Srbi žive sa slobodnim izlazima na more za sve srpske oblasti koje su na domak mora... Srbi, koji su se prvi na Balaknu oprli najezdi Germana sa zapada prema istoku, dobili su time pravo na vodstvo na Balkanu, i oni se toga vodstva neće i ne mogu odreći ni zbog sebe ni zbog Balkana i njegove sudbine. Oni svoju istorijsku misiju moraju ispuniti, a moći će to učiniti samo ako budu okupljeni u homogenoj Srbiji i okviru Jugoslavije koju će zadahnuti svojim duhom i dati joj svoj pečat. Srbi moraju imati hegemoniju na Balkanu, a da imaju hegemoniju na Balkanu, moraju prethodno imati hegemoniju u Jugoslaviji."

## Program etničkog čišćenja
Za postizanje homogenosti Moljevićeve Srbije rabila su se sredstva etničkog čišćenja i genocida. U tom cilju Draža Mihailović je 20. studenog 1941. godine poslao posebnu instrukciju komandantima četničkih odreda Đorđiju Lašiću i Pavlu Đurišiću na čijim područjima (Crna Gora, BiH, Sandžak) se nalazio velik broj muslimana. U tom dokumentu, između ostalog, naglašavaju se i ovi zadaci četničkog pokreta:
- Stvoriti veliku Jugoslaviju i u njoj veliku Srbiju, etnički čistu u granicama Srbije-Crne-Gore-Bosne i Hercegovine-Srema-Banata i Bačke.
- Borba za uključenje u naš državni život i svih još neoslobođenih teritorija pod Italijanima i Nemcima (Trst-Gorica-Istra i Koruška) kao i Bugarske, severne Albanije sa Skadrom.
- Čišćenje državne teritorije od svih narodnih manjina i nenacionalnih elemenata.
- Stvoriti neposredne zajedničke granice između Srbije i Crne Gore, kao i Srbije i Slovenije, čišćenjem Sandžaka od muslimanskog življa, a Bosne od muslimanskog i katoličkog življa...

U knjizi Z. Dizdara i M. Sobolevskog objavljeno je 209 dokumenta o zločinima četnika u Drugom svjetskom ratu. Autori su opise podijelili na masovne pokolje, silovanja, spaljivanje živih ljudi, odsijecanja glava, nabijanje na kolac, masakriranje ranjenika i obredna smaknuća katoličkih svećenika. 
U kontekstu četničkog genocid spominje se govor jednog od glavnih četničkih vođa Milana Šantića u Trebinju u srpnju 1942: "Srpske zemlje moraju biti očišćene od katolika i muslimana. U njima će živjeti samo Srbi. Čišćenje će se sprovesti temeljito. Sve ćemo ih potisnuti i uništiti bez izuzetka i bez sažaljenja. To će biti polazna osnova našeg oslobođenja.".

## Vanjske poveznice
- "Homogena Srbija", projekt sačinjen po Stevanu Moljeviću 1941., transkript u Zborniku Vojnoistorijskog instituta, tom XIV., knjiga I., izdanje Beograd 1981., str. 1 - 10 Zbornika(str. 12 i dalje PDF dokumenta)